# Peyo Lizarazu
Pour les articles homonymes, voir Lizarazu.
Peyo Lizarazu, né le 25 septembre 1975 à Saint-Jean-de-Luz, est un surfeur français. 
Il est le frère cadet de l'ancien footballeur Bixente Lizarazu,.

## Biographie
Le 22 novembre 2002, il surfe en surf tracté le Belharra, une vague se situant au Pays basque et pouvant mesurer une quinzaine de mètres, jusqu'alors observée mais jamais « domptée », accompagné de Max Larretche, Michel Larronde, Vincent Lartizien, Fred Basse et Yan Benetrix.
Le 4 juin 2011, il remporte une compétition internationale en s'imposant lors de la finale du Stand-Up World Tour à Tahiti pour le Sapinus Pro 2011,

## Filmographie
- 2010 : Camping 2 de Fabien Onteniente : Julien, prof de surf